# Peyrabout
Peyrabout é uma comuna francesa na região administrativa da Nova Aquitânia, no departamento de Creuse. Estende-se por uma área de 8,91 km². Em 2010 a comuna tinha 157 habitantes (densidade: 17,6 hab./km²). É uma pequena área de silvicultura e agricultura.